# Iwan Malkowytsch

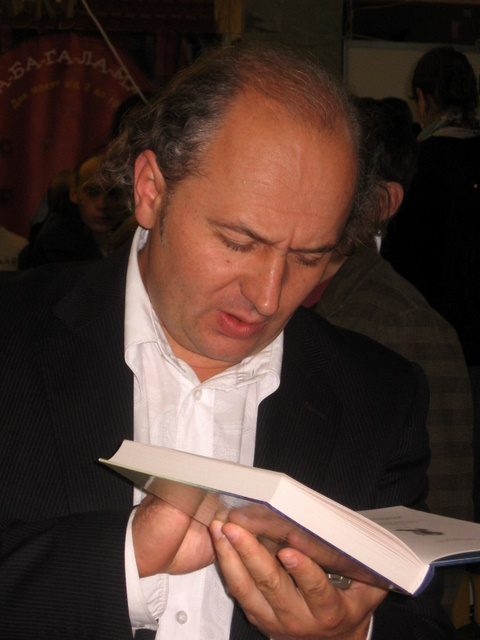
Iwan Malkowytsch, 2007

Iwan Antonowytsch Malkowytsch (* 10. Mai 1961 in Nyschnij Beresiw, Rajon Kossiw, Oblast Iwano-Frankiwsk) ist ein ukrainischer Dichter und Verleger, Eigentümer des von ihm 1992 begründeten Kiewer Verlages „A-ba-ba-ha-la-ma-ha“.

## Biographie
Iwan Malkowytsch wurde als Sohn des Imkers und vielfältig in der Musik- und Theaterszene aktiven Anton (* 1932) und seiner aus einer bekannten ukrainischen Musikerfamilie stammenden Frau Julija (geb. Arsenytsch, * 1941) geboren. Nach Beendigung der örtlichen Mittelschule studierte er in Iwano-Frankiwsk Musik, insbesondere Geige. 1980 nahm er das Studium der Philologie an der Kiewer Schewtschenko-Universität auf, das er 1985 beendete. Anschließend wirkte er zunächst als Literaturredakteur des Verlages „Veselka“, dann ab 1987 als Redakteur-Lektor der Poesie-Abteilung des Jugendbuch-Verlages „Molod’“. 1991/1992 arbeitete er in der Redaktion der Kinder-Zeitschrift „Sonjašnyk“, 1992 war er außerdem zugleich leitender Redakteur des Kinderprogramms des Studios „Ukrtelefilm“. Im gleichen Jahr gründete er den Kinderbuch-Verlag „A-ba-ba-ha-la-ma-ha“. – Mit seiner Frau Jaryna (* 1967) hat Malkowytsch zwei Söhne, darunter den 1988 geborenen Schriftsteller und Journalisten Taras.

## Werk
Malkowytsch ist neben seiner Tätigkeit als Gründer und Leiter des Verlages „A-ba-ba-ha-la-ma-ha“, der mit dem von Marjana Sawka zehn Jahre später mitbegründeten und geleiteten Lemberger „Verlag des alten Löwen“ zu den wichtigsten ukrainischen Kinderbuch- und Erwachsenen-Literatur-Verlagen gehört, als Dichter bekannt. Am Anfang wurde er vor allem von Dmytro Pawlytschko, aber auch der ukrainischen Dichterin Lina Kostenko gefördert und zählt heute zu den herausragenden Dichtern des Landes. Neben Viktor Neborak von „Bu-Ba-Bu“ und Oleksandr Irwanets repräsentiert er die beschreibende Poesie, deren Interesse dem alltägliche Leben, ephemeren und unwichtigen Ereignissen und Empfindungen gilt. Als Kindern der politisch-gesellschaftlich engagierten Generation der „60er“ ist ihnen im Vergleich zu ihren Eltern politisches Engagement und Interesse weniger wichtig und wird eher indirekt ausgedrückt. Malkowytsch begleitet seine Präsentationen oft als Geiger.

## Mitgliedschaften und Auszeichnungen
- 1986: Jüngstes Mitglied des Verbandes der ukrainischen Schriftsteller
- 1981: Sieger des Poesie-Turniers Irpen
- 1987: 1. „Bu-Ba-Bu“-Preisträger für das beste Gedicht des Jahres
- 2004: Bester Verlagsdirektor der Ukraine und Kavalier des von Kindern verliehenen internationalen Orden des Lächelns
- 2004, 2008, 2009 einer der 100 einflussreichsten Menschen der Ukraine (Zeitschrift Korrespondent)
- 2017: Taras-Schewtschenko-Preis[1]

## Werke
- Bilyj kamin’ [Weißer Stein]. Kiew 1984.
- Ključ [Schlüssel]. Kiew 1988.
- Virši [Verse]. Kiew 1992.
- Iz janholom na pleči [Mit einem Engel auf der Schulter]. Kiew 1997.
- Virši na zymu [Wintergedichte]. Kiew 2006.
- Vse poruč [Alles ist nahe. Gedichte und Essays]. Kiew 2010.
- Podorožnyk s novymy viršamy [Fahrtenbuch mit neuen Versen]. Kiew 2016.
- Ukraïns’ka abetka. Kiew 1992.

sowie rund 30 weitere Kinderbücher.
Gedichte Malkowytschs wurden unter anderem ins Englische, Deutsche, Italienische, Russische, Polnische, Litauische und Georgische übersetzt.